# Gizmondo
Gizmondo – przenośna konsola gier wideo firmy Tiger Telematics wydana w 2005 roku. Jej sprzedaż była niska (mniej niż 25 000 sztuk), co w połączeniu z kłopotami z prawem Stefana Erikssona przyczyniło się do bankructwa producenta. W 2007 roku została wskazana przez pismo „GamePro” jako konsola o najgorszej sprzedaży w historii.

## Dane techniczne
- procesor: 400 MHz ARM9E,
- ekran: LCD 2,8 cali, rozdzielczość 320×240,
- GPU: nVidia 128 bit GoForce 3D 4500,
- system operacyjny: Windows CE (z DirectX Mobile),
- pamięć zewnętrzna: karty pamięci SD, MMC.